# Facteur de forme (infographie)
Pour les articles homonymes, voir Facteur de forme.
Le facteur de forme, rapport de forme (aspect ratio en anglais) ou format tout court est la relation entre les deux dimensions de l'écran ou d'une projection exprimée sous forme fractionnaire.
Le rapport est exprimé avec deux nombres séparés par un signe d'indication de rapport, idéalement un deux-points. Un rapport x:y, quelle que soit la taille de l'écran, indique que si un côté de l'écran mesure x unités l'autre côté sera proportionnellement égal à y unités.
Du point de vue de la terminologie, partant du principe qu'un écran est vertical, la distance allant de gauche à droite est appelée la longueur et la distance allant de haut en bas est appelée la hauteur.
Historiquement, les écrans sont souvent plus larges que hauts, même s'il existe des écrans plus hauts que larges pour un usage professionnel (exemples : traitement de texte, pilotage d'A380).

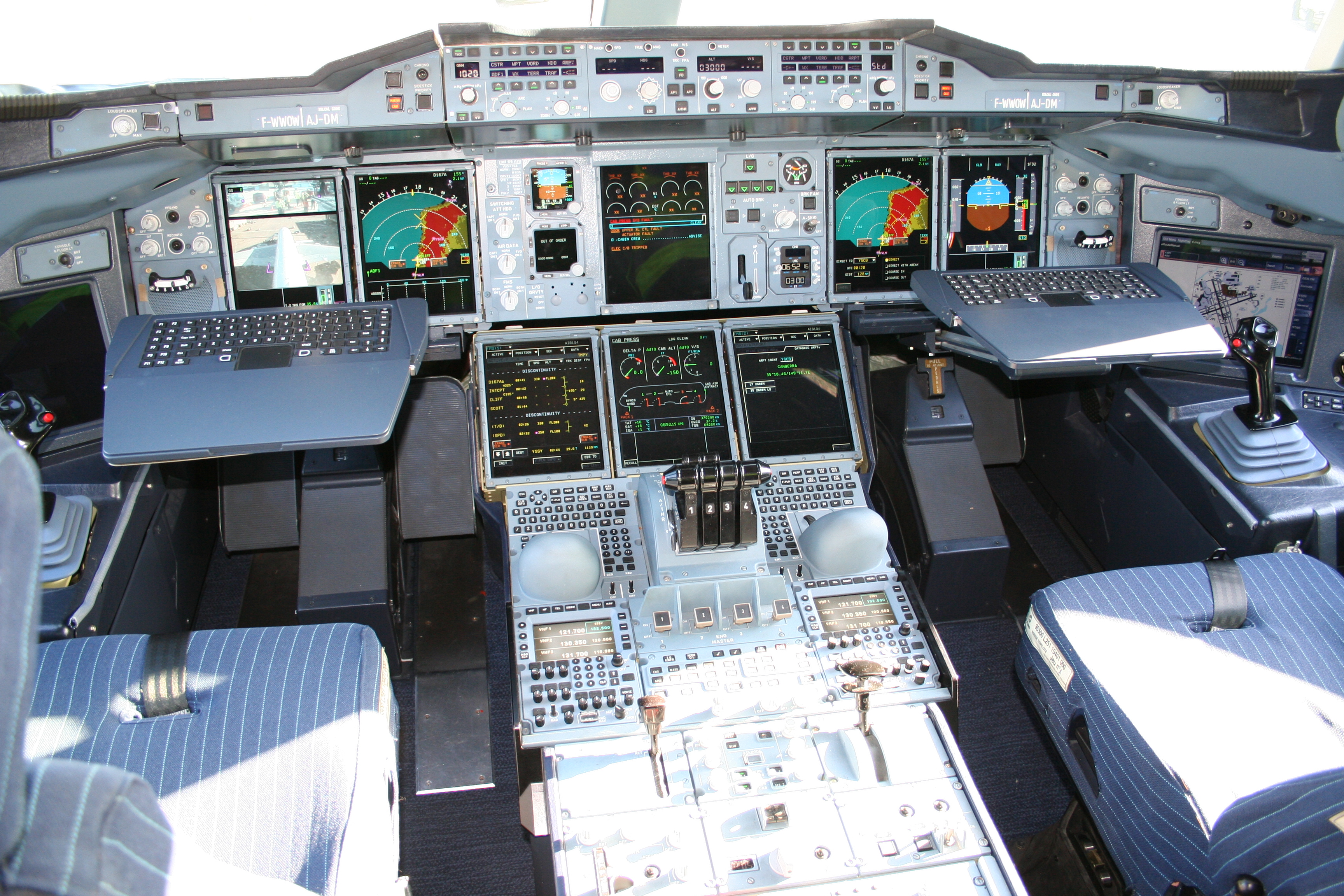
Cockpit de l'A380, équipé d'écrans hauts

## Écrans informatiques
Les écrans d'ordinateur avec un rapport plus grand que 4/3 TV (1,333:1), d'apparence aplatie, sont des écrans dits « larges ». Cependant on dit d'un écran qu'il est large lorsque le rapport est typiquement de l'ordre d'environ 16/9 (1,777:1) ou 16/10 (1,6:1). Bien que ces écrans soit dits larges, le calcul montre qu'à diagonale égale, ils offrent une superficie moindre d'environ 20 %.
Les écrans 16/9 au rapport de forme 1,777:1 correspondent en particulier aux définitions numériques 1024×576, 1152×648, 1.280×720, 1366×780, 1600×900, 1920×1080, 2560×1440 et 3840×2160 pixels. L'appareil iMac 27" de la compagnie Apple a introduit la définition 2560×1440 (16/9) en fin d'année 2009. Depuis 2008, les écrans dits larges sont devenus la norme imposée par l'industrie du PC.

### Histoire

#### 4/3 et 16/10

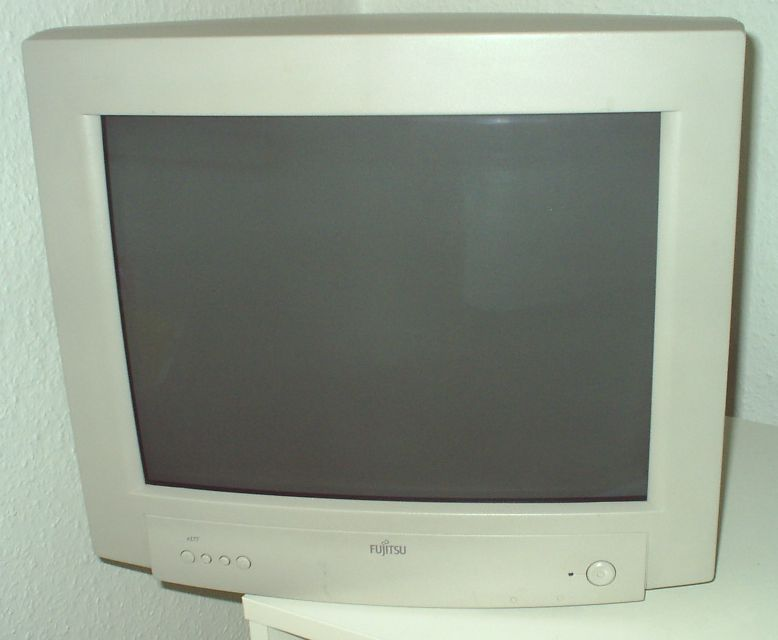
Moniteur 4:3 CRT.

Jusqu'en 2003, la plupart des écrans avaient un rapport 4/3 TV ou parfois 5/4. Entre 2003 et 2006, des écrans au rapport 16/9 et principalement 16:10 (8:5) sont devenus disponibles, au début dans les ordinateurs portables et ensuite en tant qu'écrans indépendants. Ce changement a été induit pour des raisons économiques par l'industrie ludique (vidéo et jeux).
Au niveau bureautique, cette norme qui, en ayant des écrans moins hauts affiche une moindre longueur de texte, s'est également imposée. Les arguments de vente ayant avancé le possible éventuel affichage de deux pages au format Lettre des États-Unis côte-à-côte ainsi que le fait que les écrans dits larges sont plus adaptés aux logiciels qui tirent profit des écrans dits larges, En 2008, le rapport 16:10 est devenu le rapport le plus vendu pour les écrans de technologie d'écran à cristaux liquides et la même année, le rapport 16:10 est devenu la norme principale des ordinateurs portables,,.

#### 16/9
En 2008, l'industrie informatique a commencé à abandonner le 16/10 (1,6:1) au profit du 16/9 (1,777:1). D'après un rapport, les raisons de ce changement pourraient être, :
- notions de cycles de produits et d'innovation ;
- le 16/9 correspond à la norme économique existante ;
- le 16/9 est préféré pour sa définition[7] ;
- la diffusion des normes de haute définition dans le secteur ludique ;
- le 16/9 permet aux marques de PC de diversifier leurs produits.

En 2010, quasiment toutes les manufactures avaient standardisé leurs produits sur le format 16/9 (rapport 1,777:1), et la disponibilité du format 16/10 sur le marché grand public des écrans informatiques est devenu très limitée.
En 2011, des écrans avec des 4/3 TV (1,333:1) ou 5/4 (1,25:1) étaient toujours fabriqués mais en quantités limitées. Les raisons de cette pénurie étaient, d'après Samsung, que la demande pour les anciens écrans « carrés » 4/3 TV (1,333:1) diminuait rapidement au cours des dernières années, et la production des écrans traditionnels devait s'arrêter à la fin de 2011.
En mars 2011, dans le segment ludique, la définition 1920×1080 de format 16/9 (rapport 1,777:1) est devenue la plus courante parmi les utilisateurs du logiciel Steam qui était précédemment de 1680×1050 (16/10).

#### 1,896:1
À l'été 2011, Eizo a présenté un nouvel écran de 36,4 pouces avec une définition cinématographique 4K de 4096×2160 et un rapport de forme cinématographique de 1,896:1.

### Aptitude à l'usage par des applications

#### Jeux
Les jeux vidéo modernes[Depuis quand ?] sont conçus pour les écrans 16/9,. Certains jeux à partir de 2008 offrent une adaptation de bandes noires (letterboxed, en anglais) avec des écrans à rapports 16/10 ou 4/3,. Les écrans de rapport 4/3 TV offrent quant à eux une meilleure adaptation aux jeux conçus avant 2005[réf. souhaitée].

#### Films (projecteurs) et vidéos (téléviseurs)
Les films cinématographiques sont habituellement au rapport académique 1,375:1 (pellicule argentique "135" 22mm x 16mm), CinemaScope 2,39:1 (2048x858, 4096x1716 ou 8192x3432), TechniScope 2,35:1 (2048x872, 4096x1744 ou 8192x3438) ou panoramique 1,85:1 (1998x1080, 3996x2160, 7992x4320). Les écrans TV 4/3 au rapport 1,333:1 se rapprochent des toiles cinéma au rapport dit académique 1,375:1. Les écrans 16/9 au rapport 1,777:1 dit « panoramique » se rapprochent du rapport « panoramique » cinéma 1,85:1. Il est à noter qu'il existe une corrélation entre le format TV 16/9 au rapport 1,777:1 et sa définition numérique d'une part et également, entre le format cinématographique 1,896:1 et sa définition numérique. Ainsi les téléviseurs 16/9 diffusent de la vidéo aux définitions suivantes : Haute Définition (1280x720), Très Haute Définition (Full HD en anglais, 1920x1080), Ultra Haute Définition ou UHD (3840x2160) et "Full UHD" 7680x4320 pixels. Alors que les projecteurs cinématographiques projettent des films aux définitions suivantes : 2 kilopixels dit 2K (2048x1080), 4K (4096x2160) et 8K (8192x4320 pixels). Les termes Haute Définition "fHD, UHD et fUHD" sont des termes de TVN/TéléViseurs Numériques se rapprochant des termes "2K, 4K et 8K" qui sont des termes de PCN/Projecteurs Cinématographique Numériques (DCP/Digital Cinema Projector en anglais).
Ainsi, quand la télévision diffuse des vidéos sur un téléviseur au format "classique 4/3" fHD ou les diffuse au format "panoramique 16/9" UHD, on dira que le cinéma projette des films sur une toile au format "académique 1,375:1" 2K ou les projette au format "panoramique 1,85:1" 4K. La télévision a ses propres rapports de forme (classique 4/3 ou panoramique 16/9) ainsi que ses propres définitions (HD ou UHD). Le cinéma a ses propres rapports de forme (académique 1,375:1, panoramique 1,85:1 ou CinemaScope 2,39:1) ainsi que ses propres définitions (2K, 4K ou 8K).

#### TV/DVD
En 2011, beaucoup de spectacles DVD et TV inédits sont dans un format 16/9 (1,777:1) ou 1,85:1, le rapport 1,777:1 (16/9) est donc bien adapté pour son rendu sur ordinateur. Les contenus 16/9 rendus sur un écran 16/10 offriront des bandes noires de type "letterboxed".
Le traitement de données ou les divertissements 4/3 TV (1,333:1) tels que la majorité des spectacles de télévision enregistrée existants, les anciens films (1,375:1) et les anciennes photographies (3/2 soit 1,5:1) utilisent une adaptation en bandes noires.

#### Windows 8
Une version de Windows 8 est adaptée aux écrans 16/9 alors que des versions plus anciennes n'avaient pas anticipé ce nouveau format. Certaines versions de Windows 8 fonctionnent également avec un format 4/3 TV.

### Diagonale et superficie

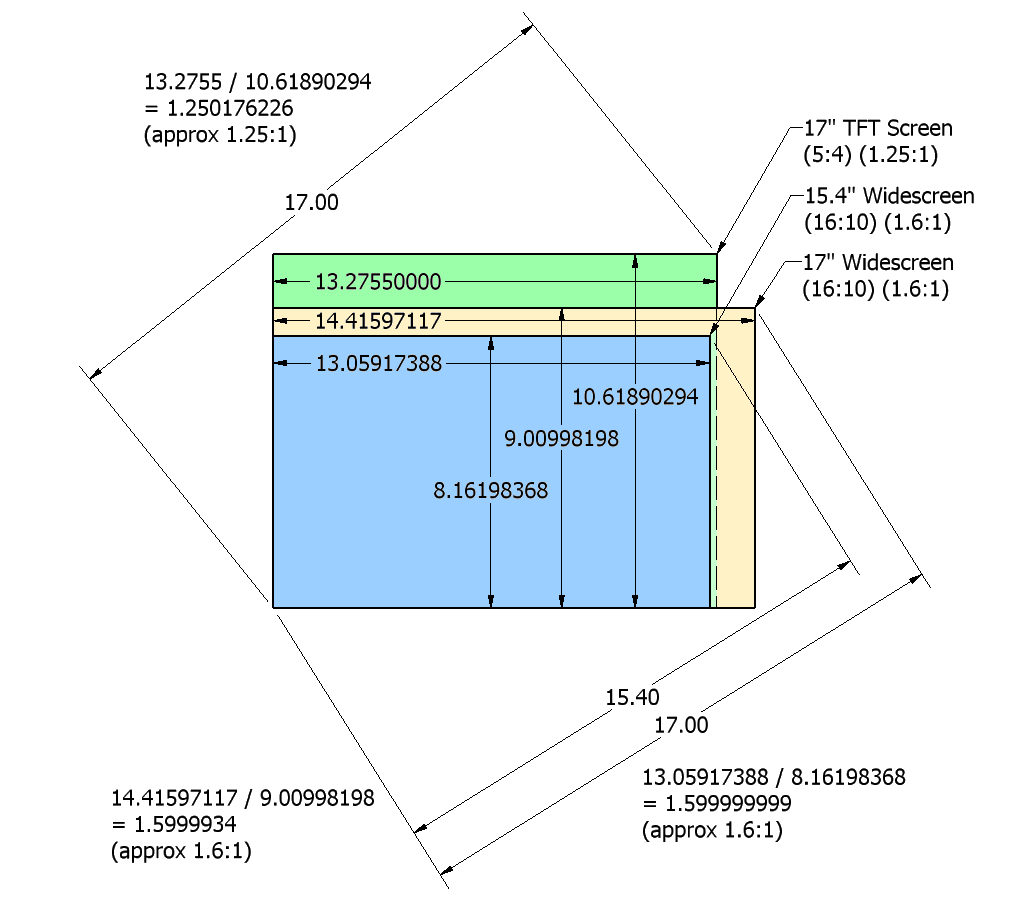
Widescreen computer displays.

Dans leur promotion commerciale, la taille d'affichage promue est généralement la diagonale et non la superficie de l'écran. En raison de rapports de forme différents, un écran 16/9 offre une superficie moindre pour une même diagonale annoncée.
Comparaison entre écrans pour une même diagonale de 23 pouces.
| Écran 23" (rapport de forme) | Dimensions (pouces) | Surface totale (cm²) | Surface vidéo 4/3 (cm²) | Surface vidéo 16/9 (cm²) | Surface cinéma 2,35:1 (cm²) |
| ---------------------------- | ------------------- | -------------------- | ----------------------- | ------------------------ | --------------------------- |
| 4/3 (1,333:1)                | 18,4" × 13,8"       | 1 639                | 1 639                   | 1 225                    | 927                         |
| 16/10 (1,6:1)                | 19,5" × 12,2"       | 1 534                | 1 275                   | 1 379                    | 1 043                       |
| 16/9 (1,777:1)               | 20,1" × 11,3"       | 1 458                | 1 090                   | 1 458                    | 1 105                       |